# Dobrica Ćosić
Dobrica Ćosić (em sérvio:  Добрица Ћосић, pronúncia em servo-croata: pronunciada [dǒbritsa tɕôːsitɕ]; 29 de dezembro de 1921 - 18 de maio de 2014) foi um político, escritor e teórico político iugoslavo/sérvio.
Ćosić recebeu duas vezes o prestigioso prêmio NIN de literatura e a Medalha de Pushkin por sua escrita. Seus livros foram traduzidos para 30 idiomas. 
Ele foi o primeiro presidente da República Federal da Jugoslávia, com mandato de 1992 a 1994. Os admiradores às vezes se referem a ele como o Pai da Nação devido à sua influência na política sérvia moderna e no movimento de renascimento nacional no final dos anos 1980 , enquanto seus adversários usam esse termo de maneira irônica. 

## Biografia
Ćosić nasceu como Dobrosav Ćosić em 29 de dezembro de 1921 na aldeia sérvia de Velika Drenova perto de Trstenik, filho de pais Žika e mãe Milka (falecido em 15 de outubro de 1984).  Algumas fontes declararam incorretamente sua data de nascimento como 4 de janeiro de 1922. 
Antes da Segunda Guerra Mundial, ele pôde frequentar a escola profissionalizante de agricultura em Valjevo. Ele se juntou à organização da juventude comunista em Negotin em 1939. Quando a Segunda Guerra Mundial atingiu a Iugoslávia em 1941, ele se juntou aos guerrilheiros comunistas .  Após a libertação de Belgrado em outubro de 1944, ele permaneceu ativo em cargos de liderança comunista, incluindo o trabalho na comissão republicana sérvia de Agitação e Propaganda e depois como representante do povo de sua região natal. No início dos anos 1950, ele visitou a prisão política de Goli otok, onde as autoridades iugoslavas prenderam oponentes políticos do Partido Comunista.  Ćosić afirmou que o fez para entender melhor o sistema comunista.  Ćosić escreveu seu primeiro romance Daleko je sunce (O Sol está Longe) em 1951. O romance foi um sucesso e o tornou popular, lançando-o em uma carreira literária onde poderia expressar seus ideais revolucionários.  Naquela época, ele havia parado de trabalhar profissionalmente para o Partido Comunista. 
Em 1956 ele se encontrou em Budapeste durante a revolta húngara.  Ele chegou lá para a reunião dos editores de revistas literárias em países socialistas no dia em que a revolução começou e lá permaneceu até 31 de outubro, quando foi transportado de volta a Belgrado em um avião que trouxe ajuda da Cruz Vermelha Iugoslava. Ainda não está claro se isso foi apenas uma coincidência ou se ele foi enviado para lá como um agente secreto iugoslavo. No entanto, ele até fez discursos políticos a favor de uma revolução em Budapeste e, ao retornar, escreveu um relatório detalhado sobre o assunto que, segundo algumas opiniões, afetou muito e moldou a firme visão oficial iugoslava sobre toda a situação. Partes de suas memórias e pensamentos sobre as circunstâncias serão posteriormente publicadas sob o nome de Seven Days in Budapest. 
No final de 1956, Ćosić foi escolhido para participar da formação de um novo programa para o Partido Comunista. Tito e Edvard Kardelj escolheram Ćosić para fazer parte do comitê junto com outros proeminentes comunistas iugoslavos. Quando foi concluído em 1958, Ćosić afirmou que ele mesmo escreveu partes dele, incluindo o capítulo sobre "Sistema Sócio-Econômico".  Ćosić estava preocupado com a negligência do programa em relação à cultura e pressionou para que mais atenção fosse dada ao papel da cultura no socialismo, mas Kardelj, que era o árbitro final, não respondeu a essas preocupações. 

## Na oposição
Até o início dos anos 1960, Ćosić era dedicado ao marechal Tito e sua visão de uma Iugoslávia harmoniosa. Em 1961, ele se juntou a Tito em uma viagem de 72 dias no iate presidencial (o Galeb) para visitar oito países africanos não alinhados.  A viagem a bordo do Galeb destacou o relacionamento próximo e afirmativo que Ćosić manteve com o governo até o início dos anos 1960.
Entre 1961 e 1962, Ćosić envolveu-se em uma longa polêmica com o intelectual esloveno Dušan Pirjevec sobre a relação entre autonomia, nacionalismo e centralismo na Iugoslávia.  Pirjevec expressou as opiniões do Partido Comunista da Eslovênia que apoiava um desenvolvimento mais descentralizado da Iugoslávia com respeito às autonomias locais, enquanto Ćosić defendia um papel mais forte das autoridades federais, alertando contra o surgimento de nacionalismos periféricos. A polêmica, que foi o primeiro confronto público e aberto de diferentes visões dentro do Partido Comunista Iugoslavo após a Segunda Guerra Mundial, terminou com o apoio de Tito aos argumentos de Ćosić. No entanto, as medidas políticas reais tomadas depois de 1962 realmente seguiram as posições expressas por Pirjevec e a liderança comunista eslovena.  Precipitados por uma economia lenta, os lados opostos passaram a usar Ćosić e Pirjevec como representantes em suas batalhas por uma visão competitiva da Iugoslávia no início e meados da década de 1960. 
À medida que o governo descentralizava gradualmente a administração da Iugoslávia após 1963, Ćosić se convenceu de que a população sérvia do estado estava em perigo. Em maio de 1968, ele fez um célebre discurso ao Décimo Quarto Plenário do Comitê Central da Liga dos Comunistas da Sérvia, no qual condenou a então política de nacionalidades vigente na Iugoslávia. Ele ficou especialmente chateado com a inclinação do regime de conceder maior autonomia a Kosovo e Vojvodina. Depois disso, ele atuou como um dissidente. Na década de 1980, após a morte de Tito, Ćosić ajudou a organizar e liderar um movimento cujo objetivo original era conquistar a igualdade para a Sérvia na federação iugoslava, mas que rapidamente se tornou intenso e agressivo. Ele estava especialmente entusiasmado em sua defesa dos direitos das populações sérvias e montenegrinas de Kosovo. 
Ćosić era membro da Academia Sérvia de Ciências e Artes e é considerado por muitos como o membro mais influente. Embora Ćosić tenha sido creditado por escrever o Memorando da Academia Sérvia de Ciências e Artes, que apareceu inacabado ao público sérvio em 1986, ele na verdade não foi responsável por sua redação. Em 1989, ele endossou a liderança de Slobodan Milošević e, dois anos depois, ajudou a elevar Radovan Karadžić à liderança dos sérvios da Bósnia.   Quando a guerra estourou em 1991, ele apoiou o esforço sérvio.  Em 1992, Ćosić escreveu que a Bósnia e Herzegovina era uma "aberração histórica" e considerou que com a desintegração da Iugoslávia, os sérvios foram forçados a encontrar uma forma político-estatal de resolver sua questão nacional e apoiou a ideia de que todas as etnias sérvias áreas devem se tornar parte da federação de terras sérvias. 

## Presidente da República Federal da Jugoslávia

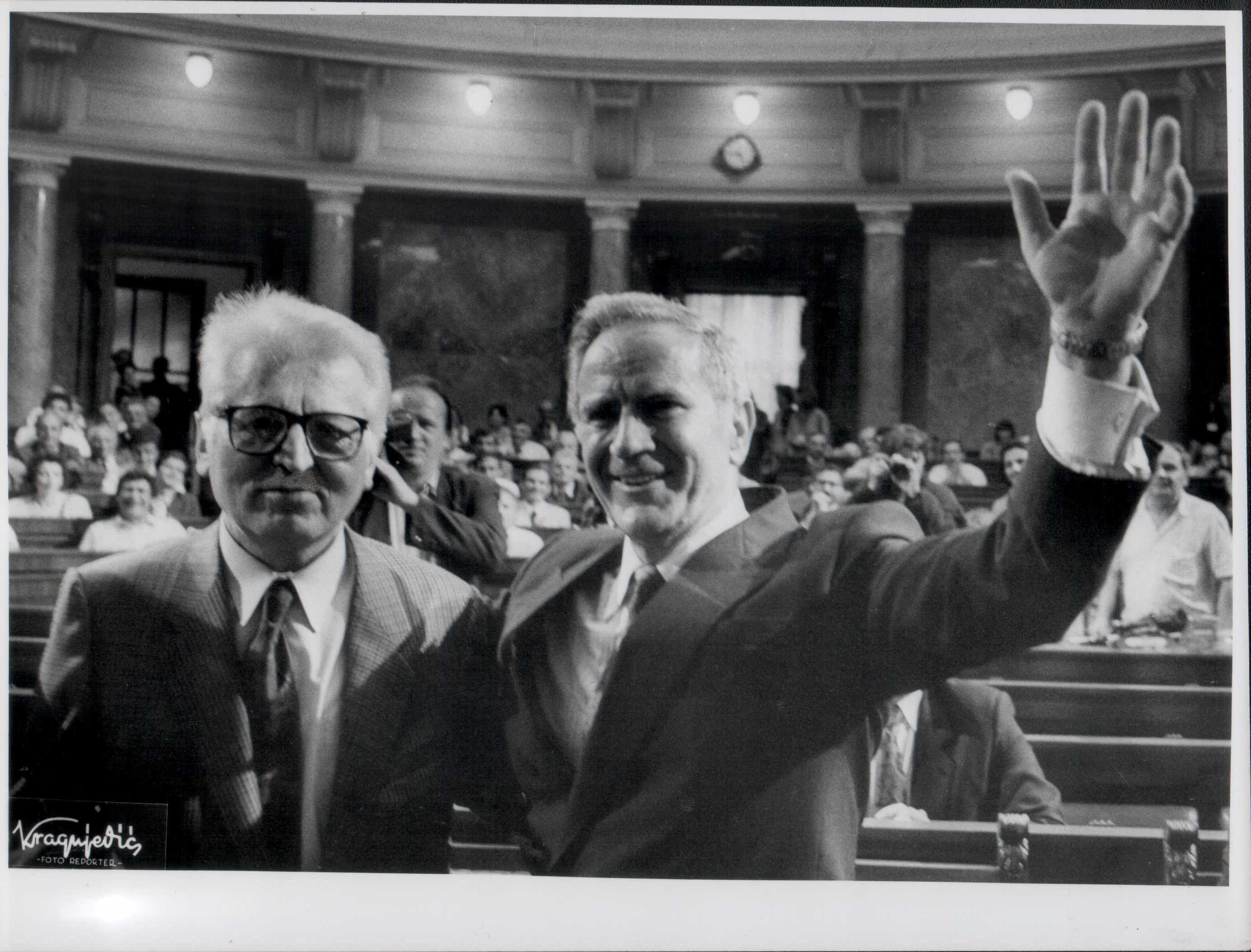
Ćosić com Milan Panić no prédio do parlamento iugoslavo

Em 1992, ele se tornou o presidente da República Federal da Jugoslávia, que consistia na Sérvia e Montenegro. Na véspera do Natal ortodoxo oriental de janeiro de 1993, Ćosić apareceu na televisão sérvia para alertar sobre as exigências de “capitulação nacional” do Ocidente: "Se não aceitarmos, seremos colocados em um campo de concentração e enfrentaremos um ataque de os exércitos mais poderosos do mundo". Essas forças externas, disse ele, estão determinadas a subordinar "o povo sérvio à hegemonia muçulmana".  Seu apoio foi importante na ascensão ao poder do líder nacionalista sérvio Slobodan Milošević. Os sérvios liberais viam Ćosić como uma das pessoas-chave por trás do projeto da Grande Sérvia, uma ideia promovida por nacionalistas sérvios que queriam unir a Sérvia com as áreas povoadas por sérvios da Croácia e da Bósnia.  Mais tarde, Ćosić voltou-se contra Milošević e foi afastado do cargo por esse motivo.
Em 2000, Ćosić ingressou publicamente no Otpor!, uma organização clandestina anti-Milošević. 

## Vida pessoal

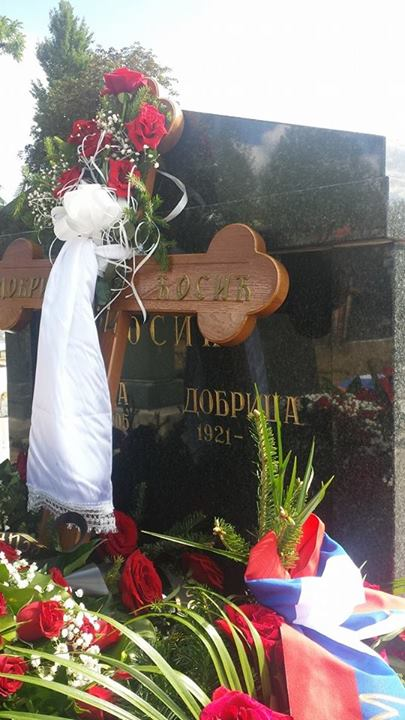
O funeral de Dobrica Ćosić.

Em 1947, ele se casou com sua esposa Božica (nascida Đulaković) (1929–2006), com quem teve uma filha chamada Dra. Ana Ćosić Vukić.  

### Ćosić e Chomsky
Em 2006, Ćosić recebeu apoio de Noam Chomsky para sua proposta de partição de Kosovo. Em entrevista à televisão sérvia, Chomsky foi questionado sobre qual seria a melhor solução para o status final de Kosovo. Ele respondeu: 

Há muito tempo que sinto que a única solução realista é aquela que de fato foi oferecida pelo Presidente da Sérvia [isto é, Dobrica Ćosić, então presidente da Iugoslávia] Eu penso em 1993, ou seja, algum tipo de partição, com os sérvios, agora poucos sérvios sobraram, mas o que eram as áreas sérvias sendo parte da Sérvia e o resto é o que eles chamavam " independente", o que significa que se juntará à Albânia. Eu simplesmente não vejo... não vi nenhuma outra solução viável dez anos atrás.

## Morte e legado

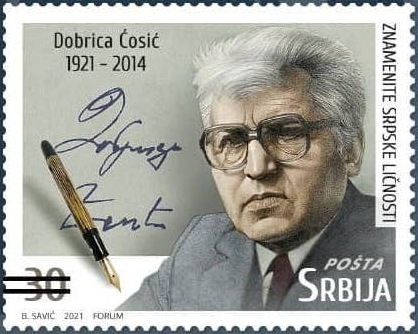
Selo postal sérvio com o rosto de Ćosić

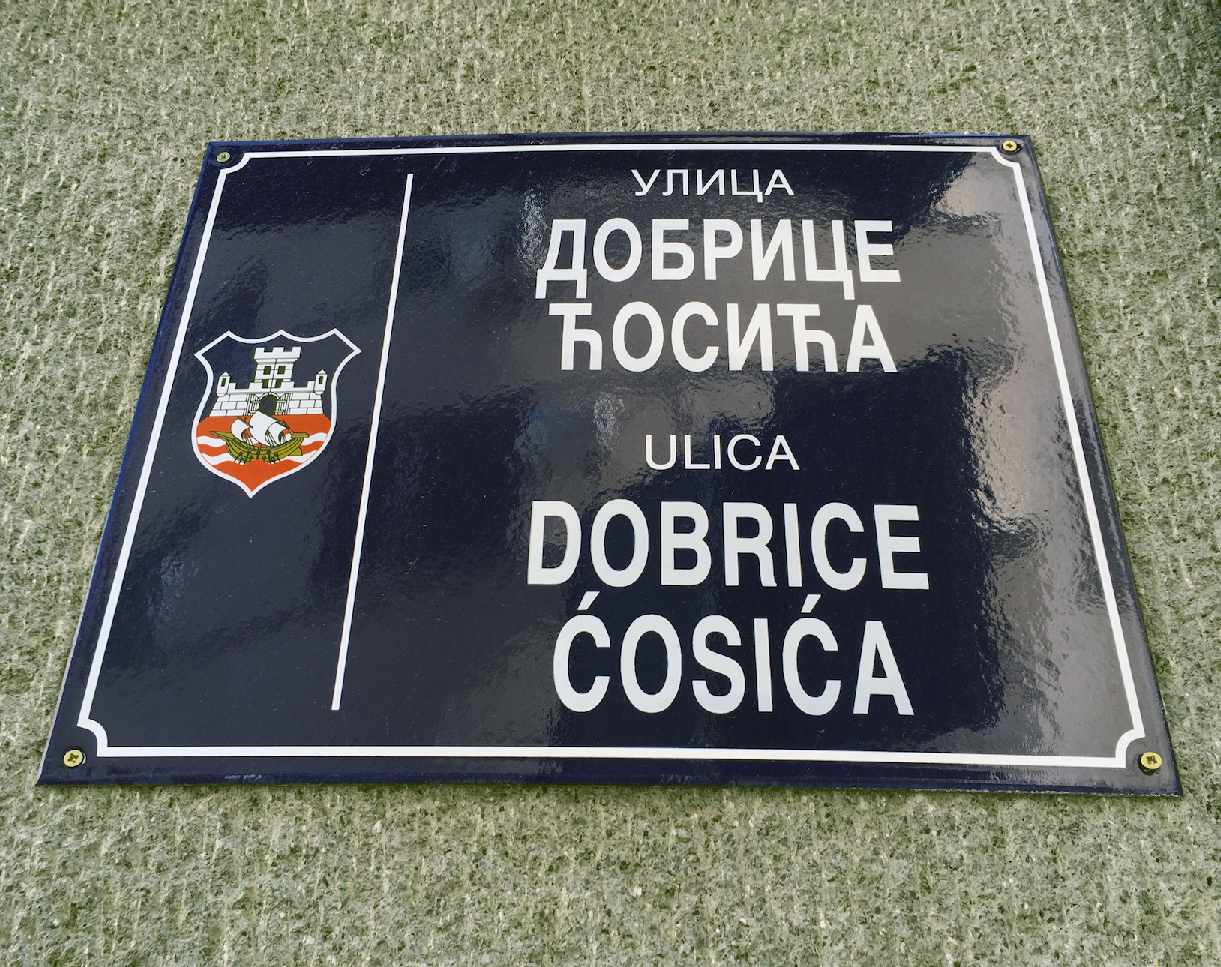
Placa da rua em Kosančićev Venac que recebeu o nome de Ćosić

Dobrica Ćosić morreu em 18 de maio de 2014 em sua casa em Belgrado aos 92 anos.  Ele foi enterrado em um jazigo familiar no Novo Cemitério de Belgrado ao lado de sua esposa em 20 de maio de 2014. 
Em março de 2019, uma rua em Belgrado recebeu seu nome. 

## Obras literárias
- Dаleko je sunce (1951)
- Koreni (1954)
- Deobe I-III (1961)
- Akcija (1964)
- Bаjkа (1965)
- Odgovornosti (1966)
- Moć i strepnje (1971)
- Vreme smrti I-IV (1972–1979)
- Stvarno i moguće (1982)
- Vreme zlа: Grešnik (1985)
- Vreme zlа: Otpаdnik (1986)
- Vreme zlа: Vernik (1990)
- Promene (1992)
- Vreme vlаsti 1 (1996)
- Piščevi zаpisi 1951—1968 (2000)
- Piščevi zаpisi 1969—1980 (2001)
- Piščevi zаpisi 1981—1991 (2002)
- Piščevi zаpisi 1992—1993 (2004)
- Srpsko pitаnje I (2002)
- Pisci mogа vekа (2002)
- Srpsko pitanje II (2003)
- Kosovo (2004)
- Prijаtelji (2005)
- Vreme vlаsti 2 (2007)
- Piščevi zаpisi 1993—1999 (2008)
- Piščevi zаpisi 1999—2000: Vreme zmijа (2009)
- Srpsko pitanje u XX veku (2009)
- U tuđem veku (2011)
- Bosanski rat (2012)
- Kosovo 1966-2013 (2013)
- U tuđem veku 2 (2015)

### Como Ćosić
- Pesnik revolucije na predsedničkom brodu, (1986) - Dаnilo Kiš
- Čovek u svom vremenu: rаzgovori sa Dobricom Ćosićem, (1989) - Slаvoljub Đukić
- Authoritet bez vlаsti, (1993) - prof. dr Svetozаr Stojаnović
- Dobrica Ćosić ili predsednik bez vlаsti, (1993) - Drаgoslаv Rаnčić
- Štа je stvаrno rekаo Dobrica Ćosić, (1995) - Milan Nikolić
- Vreme piscа: životopis Dobrice Ćosićа, (2000) - Rаdovаn Popović
- Lovljenje vetrа, političkа ispovest Dobrice Ćosićа, (2001) - Slаvoljub Đukić
- Zаvičаj i Prerovo Dobrice Ćosićа, (2002) - Boško Ruđinčаnin
- Gang of four, (2005) - Zorаn Ćirić
- Knjigа o Ćosiću, (2005) - Drаgoljub Todorović
- Moj beogradski dnevnik: Susreti i razgovori s Dobricom Ćosićem, 2006–2011, (2013) - Darko Hudelist